# Освиго (Јужна Каролина)
Освиго (енгл. Oswego) насељено је место без административног статуса у америчкој савезној држави Јужна Каролина.

## Демографија
По попису из 2010. године број становника је 84, што је 11 (-11,6%) становника мање него 2000. године.
| Група             | 2000.      | 2010.      |
| Белци             | 85 (89,5%) | 71 (84,5%) |
| Афроамериканци    | 9 (9,5%)   | 11 (13,1%) |
| Азијати           | 0 (0,0%)   | 0 (0,0%)   |
| Хиспаноамериканци | 0 (0,0%)   | 2 (2,4%)   |
| Укупно            | 95         | 84         |